# Zwaar metaal

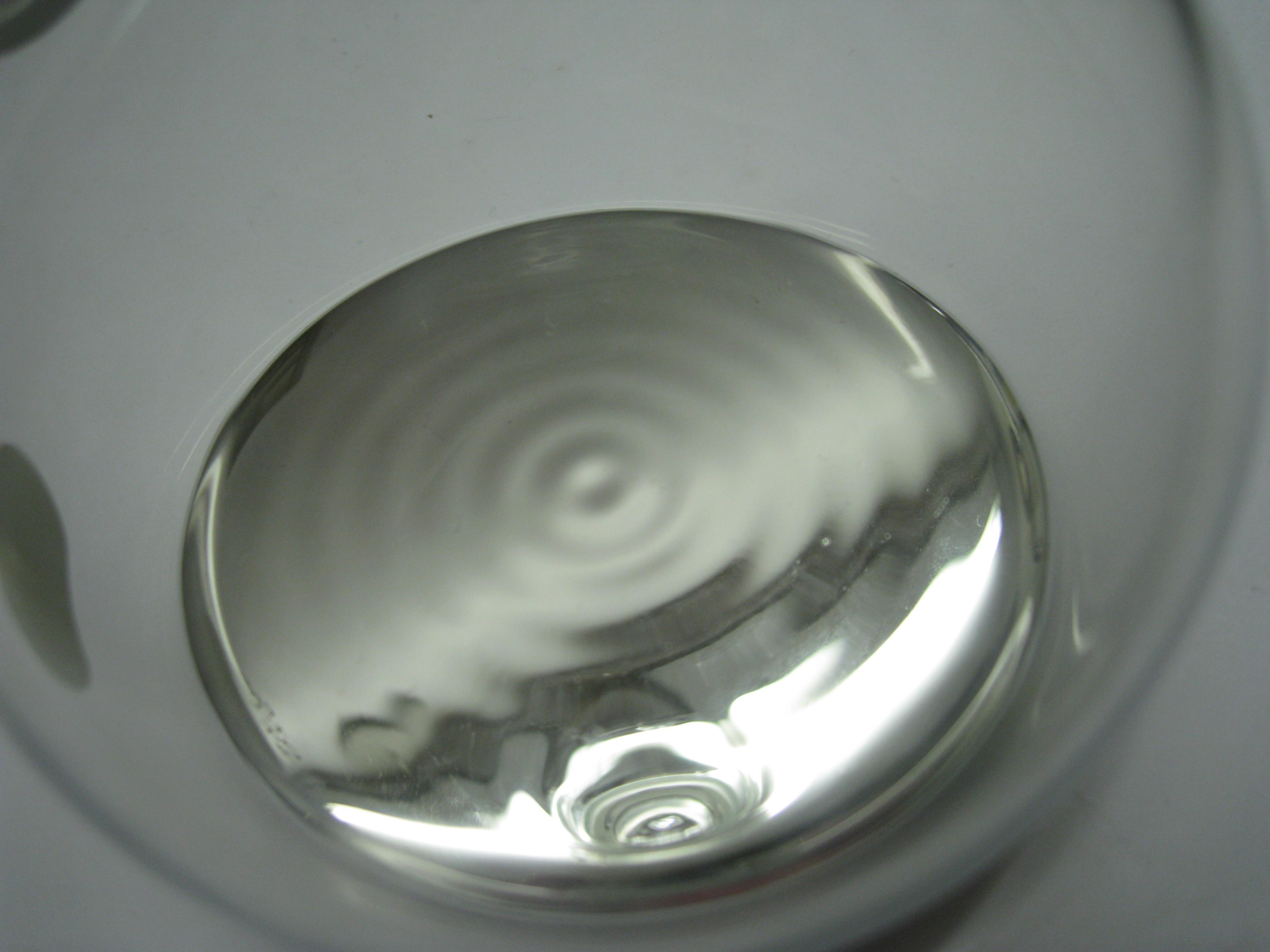
Kwik is met een dichtheid van 13,5 g/cm³ een zwaar metaal

Een zwaar metaal (meestal gebruikt in de vorm zware metalen) is een lid van een groep metalen met hoge atoommassa, en met name worden hiervan de leden met een grote giftigheid bedoeld. De definities die worden gehanteerd verschillen. Soms wordt 'zwaar' gedefinieerd als 'zwaarder dan ijzer', soms verwijst het ook naar metalen met een soortelijke massa groter dan 4,0 of 5,0 g/cm³. Een redelijke consensus omvat die metalen die in het periodiek systeem lopen van koper tot lood of bismut, de nummers 29 t/m 82 of 83.
Bekende toxische zware metalen zijn onder andere lood, cadmium, kwik, barium en thallium. Ook koper, mangaan en zink, hoewel essentiële sporenelementen die alleen in overdosering toxisch zijn en niet erg zwaar, worden wel tot de zware metalen gerekend. De radioactieve actiniden (uranium, thorium, plutonium etc.) worden er meestal niet toe gerekend omdat de stralingstoxiciteit daarvan over het algemeen belangrijker is dan de chemische toxiciteit (verarmd uranium is hierop misschien een uitzondering).